# Alcalde mayor

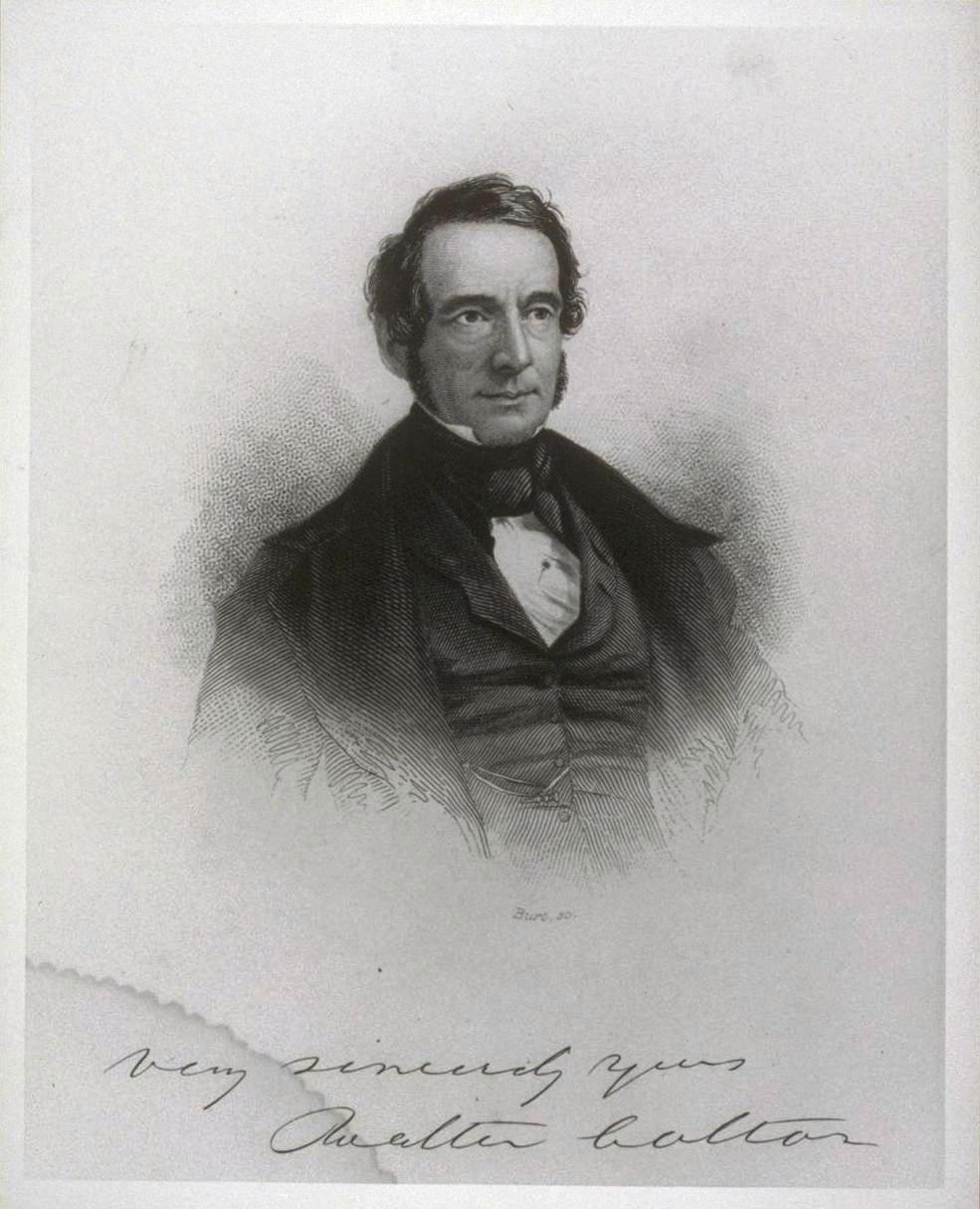
Grabado de Walter Colton, alcalde mayor de Monterrey.

El alcalde mayor fue un cargo de la administración de justicia durante el Antiguo Régimen en España. No debe confundirse con el cargo actual de alcalde, que es un órgano unipersonal, el principal en el gobierno de un ayuntamiento. 

## Descripción
El cargo tradicional de alcalde (de caíd, el juez de las ciudades andalusíes) era colegial, existiendo alcaldes del estado llano y del estado noble, ambos designados por elección de los vecinos de cada uno de los estados. El cargo de corregidor era de designación real, y solamente existía en las ciudades importantes.
La de los alcaldes ordinarios era la primera instancia judicial. La segunda instancia era la de los cargos de alcaldes mayores, corregidores o gobernadores, mientras que la instancia superior era la de la Real Audiencia. Todos esos cargos se complicaban por la existencia de jurisdicciones de señorío (laico y eclesiástico) y de realengo.
El cargo de alcalde mayor de determinadas localidades se terminó asociando, como título nobiliario, a familias nobles. Por ejemplo, en Toledo el de alcalde mayor acabó perteneciendo a los duques de Maqueda, y el de alcalde mayor de alzadas, a los condes de Cifuentes.

## Historia
La primera mención al alcalde mayor como posición legal se encuentra en el Ordenamiento de Alcalá, de finales de la Edad Media; aquí, la ley 11 del título 20 estableció la pena de muerte para los que hirieran o mataran a los alcaldes mayores de Toledo, Ávila, Córdoba, Sevilla, Jaén, Murcia o Algeciras.
Durante la Guerra de la Independencia, en 1811, las Cortes de Cádiz abolieron los señoríos jurisdiccionales, por lo que los señores dejaron de poder nombrar alcaldes mayores. Al regresar Fernando VII y ser disueltas estas Cortes, regresó el sistema previo a 1808, pero los señores ya no recuperaron el derecho de poner y nombrar alcaldes mayores; este derecho de nombrar alcaldes mayores pasó a manos del rey.
Los alcaldes mayores dejaron de existir en 1834, cuando se establecieron los jueces de primera instancia, a quienes se otorgó las mismas facultades judiciales que tenían los alcaldes mayores; al mismo tiempo, las facultades gubernativas y económicas se distribuyeron entre diversas autoridades administrativas.